# El retrato de Dorian Gray (película de 1970)
El retrato de Dorian Gray (en alemán: Das Bildnis des Dorian Gray, en italiano: Il Dio chiamato Dorian, lit. 'El Dios llamado Dorian'; en inglés: Dorian Gray) es una adaptación cinematográfica de 1970 de la novela de 1890 de Oscar Wilde El retrato de Dorian Gray, protagonizada por Helmut Berger.

## Argumento
Dorian se junta con su amigo Basil y otro hombre, bebiendo en un club de estriptis de Londres. Se separan. Dorian va a un teatro vacío y ve a una chica ensayando el papel de Julieta de Romeo y Julieta. Él la lleva a tomar un perrito caliente y café y beben agua de una fuente. Caminan del brazo a través de la noche.
Ella lo lleva de vuelta al teatro y pone una cinta de Romeo y Julieta mientras hacen el amor. Al día siguiente ella le dice que era virgen. Él la lleva a la casa de sus padres. Va a ver a Basil en su estudio junto al río.
El cliente de Basil, Henry Wotton, llega con su hermana y quiere la foto de Dorian Gray para su galería. La imagen lo muestra desnudo hasta la cintura, usando una bufanda morada. Salen a hablar con Dorian e irónicamente discuten sobre Oscar Wilde. Debaten sobre los deméritos del matrimonio.
Dorian lleva a la niña a una cabaña de tejas rojas en Windsor Great Park. Ella sale corriendo diciendo que él ha tenido otras chicas allí. Él la atrapa y hacen el amor bajo un enorme roble.
Pronto se revela que, tal como en el relato de Wilde que lleva su nombre, el retrato de Dorian envejece en su lugar; él mismo sigue siendo joven y hermoso. Cuando Dorian se da cuenta de esto, tras una discusión con Basil, comprende su destino, que lo mantiene cautivo en el hedonismo. Como quiere empezar de nuevo, se apuñala a sí mismo y a su joven alter ego. Se derrumba, y en la muerte toma los rasgos del viejo alter ego del retrato, que lo muestra nuevamente como un joven apuesto.

## Reparto
- Helmut Berger como Dorian Gray.
- Richard Todd como Basil Hallward.
- Herbert Lom como Henry Wotton.
- Marie Liljedahl como Sibyl Vane.
- Margaret Lee como Gwendolyn.
- Isa Miranda como Sra. Ruxton.
- Eleonora Rossi Drago como Sra. Clouston.
- Maria Rohm como Alice Campbell.
- Stewart Black como Jim.
- Beryl Cunningham como Adrienne.

## Producción
Dirigida por Massimo Dallamano y producida por Harry Alan Towers, la película enfatiza la decadencia y el erotismo de la historia y cambia el escenario al Londres de principios de la década de 1970. La liberación sexual de finales de la década de 1960 y principios de la de 1970 proporciona un telón de fondo apropiado para las escapadas de Dorian en esta versión, y también la vestimenta general y el estilo de moda de la época se extrapolan a una versión de la década de 1970 del mundo estético y decadente de la novela de la década de 1890.

## Recepción
La opinión crítica de la película es decididamente mixta. Por un lado, algunos consideran la película como sexploitation, mientras que otros señalan que la película se rodó en un momento único del siglo XX en el que una nueva apertura sobre la sexualidad y su representación en el cine permitía mostrar escenas que fueron vagamente insinuadas en la novela y adaptaciones cinematográficas anteriores (y también posteriores).

Oscar Wildes 1891 erschienener Roman in einer aufwendigen, aber konventionellen Neuverfilmung, die das gleichnishafte Geschehen in die späten 60er Jahre verlegt, aber nur eine nichtssagende "Kulissengegenwart" erreicht. Die "Modernität" des Films besteht vorwiegend in seinen erotischen Szenen.
La novela de Oscar Wilde, publicada en 1891, en un remake elaborado pero convencional, que traslada los eventos alegóricos a fines de la década de 1960, pero solo logra un «escenario actual» sin sentido. La «modernidad» de la película consiste principalmente en sus escenas eróticas.
Lexikon des internationalen Films.

Der letzte Satz des Romans… trifft auch hier: „Seine Identität mit Dorian Gray konnte nur anhand der Ringe, die dieser zu tragen pflegte, festgestellt werden.“ Hier sind allein der Titel (cf. des Films) und gewisse Züge der Story, die an den Roman erinnern.
La última frase de la novela... se aplica aquí también: «Su identidad con Dorian Gray solo podía establecerse a partir de los anillos que solía usar». Aquí solo están el título (de la película) y ciertas características de la historia que recuerdan a la novela.
Evangelischer Filmbeobachter

Dennoch, eine solche moderne Film-Version, wie sie der italienische Regisseur Massimo Dallamano ("Venus im Pelz") nun darbietet, hat Wilde nicht verdient. Da gibt sich Dorian, dargestellt vom Österreicher Helmut Berger, als verkommener Playboy der Jet-Set-Zeit, der es mit jeder und jedem treibt, für Geld und for love.
Sin embargo, Wilde no se merecía una versión cinematográfica tan moderna como la que ahora presenta el director italiano Massimo Dallamano (El placer de Venus). Dorian, interpretado por el austríaco Helmut Berger, se presenta como un playboy depravado de la era de la jet-set que lo hace con todos, por dinero y por amor.
Der Spiegel.